# World of Tanks
World of Tanks（ワールド オブ タンクス、略称: WoTb）は、戦車戦を世界中の人とインターネット上で行う、多人数参加型オンラインゲームである。
ベラルーシのWargaming.net社が開発し2011年からプレイ可能となった。
主に1920年代から1960年代前後に開発・設計および構想された戦車が登場し、戦車を使用したプレイヤー対プレイヤーの戦闘が中心となる。基本無料の一部課金制をとっている。

## サービス展開
ロシアで2010年8月12日にリリースされ、1年後に、ヨーロッパ、北米、東南アジア、ベトナム、中華人民共和国、韓国などにサーバーが設置された。サーバーの再編があり、2021年現在はヨーロッパ、北米、アジア（ベトナムと韓国を吸収)、独立した運営の中国に分かれている。区別する必要がある場合はPC版と呼ばれる事が多い。
各種家庭用ゲーム機版が『World of Tanks Console』としてリリースされており、2014年1月31日にはXbox 360用ソフト『World of Tanks: Xbox 360 Edition』、2015年7月28日にはXbox One版、2016年1月20日にPlayStation 4版が正式にリリースされている。
このうち、Xbox 360版は2020年7月21日にサービスを終了している。
2014年にiOS専用スマートフォンアプリとして、やや遅れてAndroid専用スマートフォンアプリとして、『World of Tanks Blitz』（ワールドオブタンクスブリッツ、略称:wotb）がリリースされており、2015年12月17日には既存のPC版とは別のWindows 10版、2016年3月25日にMac版、2016年11月に8.1以前のWindowsにも対応したSteam版がそれぞれリリースされ、同じ操作方法（マウス+キーボード同士）であればクロスプレイが可能になっている2020年8月26日には、Nintendo Switch版も配信されている。

### 日本における展開
サービス開始当初は日本語非対応だったが、2012年3月30日に公開されたクライアントバージョン0.7.2よりゲーム内の表記・音声が日本語に対応、2013年3月にはウォーゲーミングジャパン株式会社設立、続いて2013年9月5日にはアジア地域のポータルサイトが日本語に正式対応、フルサポートを開始した。
更に、フルサポート開始に合わせテレビアニメ『ガールズ&パンツァー』とのコラボレーション『World of Tanks meets ガールズ＆パンツァー』プロジェクトが東京ゲームショウ2013にて発表された。
同作が戦車を大々的に取り扱った作品でWargaming.net社のCEOが興味を持っていたところ、この作品が人気を博した頃から本作が日本で注目された経緯があるため、コラボが実現した。
しかし最初に提供されたModパックは既にネットに数多く存在したファンサイトや電子掲示板2ch（当時）に投稿されたスキンや画像データ等を無断で転載した物が多数含まれており、直ぐに公開が停止され騒ぎとなった。
コラボレーションでは『ガールズ&パンツァー』のキャラクターを使用したゲームの解説漫画『はじめての戦車道』の公開やボイスパック（MOD）の配布、CMの放送が行われた。以後、『ガールズ&パンツァー』の展開に合わせ、PC版やBlitzで度々コラボが行われている。

## ゲーム概要
ゲームでは戦車を操作し他のプレイヤーの戦車と戦闘を行う。戦車はソ連、ドイツ、イギリス、フランス、アメリカ、中国、日本、チェコスロバキア、スウェーデン、ポーランド、イタリアから550以上のものが使用可能。（一部、架空の車輌も収録されている）なお、中国の戦車の大半は中華民国が運用した戦車であっても中華人民共和国の戦車として赤い星を徽章としているが、台湾で使用された64式戦車に限り中華民国戦車を表す青天白日が徽章となっている。戦車の操作は非常に簡略化されており、最小限であれば方向キーとマウスのみで操作可能である。
一部例外はあるものの、MMO形式のオンラインゲームとしては、単一サーバに対する同時接続プレイヤー数最多の世界記録を保持している。ロシアサーバにて接続数190,541人を記録し、2013年3月12日にギネス記録として登録された。また同ロシアサーバでは、2012年10月4日に登録者数4000万人に達している。

## 課金形式
基本無料のゲームであり、課金をせずゲーム内で得た通貨（Credit、Bonds）のみを使ってプレイ可能。また、課金する事で「Gold」というポイントが購入可能で、このGoldは、戦車間の経験値の受け渡しや、プレミアム戦車の購入、またプレミアムアカウント権購入による報酬の増加（1.5倍）等に使用できる。プレミアムアカウントは、かつては『Wargamingプレミアムアカウント』と呼ばれ、姉妹作となる『World of Warplanes』『World of Warships』との共有化がされたものであったが、2019年4月に専用の『WoTプレミアムアカウント』に実質的に置き換えられた。2023年にアップデートされ、WoT plus というサブスクライブ形式が登場した。
課金形式は典型的なPay to Ｗinを採用している。一時期は公平性を求める欧州のプレイヤーのニーズに合わせて課金の有無が対戦での有利・不利とならない『Free to Win』を採用し、eスポーツ分野でも先駆的な存在であった。しかし、稚拙な運営により2017年に公式のeスポーツ大会が中止となり、その後の内部体制の変更で開発者が大幅に入れ変わり、以後は公平的な『Free to Win』であるかのような宣伝はされていない。

## ゲームモード
ゲームは基本的に30人のプレイヤーが1つのマッチングに参加し15人対15人の二つのチームに分かれて試合を行う。
プレイヤー数が少なければ最小7人対7人になることもある。マップは自動的に決定され、それぞれのチームのメンバーはなるべく均衡した車種になるよう考慮された上で、サーバー側で自動的に振り分けられる。
各戦車には「Tier」と呼ばれるレベル区分が設けられており、基本的には近いTierの戦車同士がマッチングされる。Tierは"段/階層"という意味である。

### ランダム戦
World of Tanks の中心となるゲームモード。通常戦・強襲戦・遭遇戦の3種類の試合形式が存在する。基本的には決められた戦闘時間内に敵戦車をすべて撃破するか陣地を占領することで勝利となる。両チームとも勝利条件を達成できなかった場合、または最後まで残った戦車が相討ちになった場合は引き分けとなる。かつては同一国家の戦車のみでチームが構成される国家戦（ヒストリカルモード）も導入されていたが現在は削除されている。
- 通常戦 - それぞれ自分の陣地を持つ二つのチームが、敵戦車の殲滅または敵陣地の占領を勝利条件として戦う試合形式。戦闘時間は最大15分。
- 強襲戦 - 陣地を持たない攻撃側のチームと、陣地を持つ防衛側のチームで戦う試合形式。攻撃側は防衛側の殲滅または陣地の占領が勝利条件であり、防衛側は攻撃側勝利条件の達成阻止が勝利条件。戦闘時間は最大10分。
- 遭遇戦 - 中立の陣地が一つ存在する試合形式。中立陣地の占領または相手側チームの殲滅が勝利条件。戦闘時間は最大15分。

### 小隊
仲間と2人または3人のグループ（小隊：MMORPGにおけるパーティのようなもの）を組んでランダム戦等で同じチームに参加することができる。戦闘中は小隊のメンバーとだけ会話できる音声チャットが利用可能となる。

### チームトレーニング
好きなマップや戦闘時間、対戦ルールなどを設定しトレーニングできるモード。チームトレーニングをプレイするには、すでに他のプレイヤーが作成したルームに参加するほか、自身でルームを作成し仲間を招待する事もできる（両チームに最低1台の戦車が必要なため2名以上のプレイヤーが必要）。戦闘に参加せず観戦のみ行う「オブザーバー機能」も用意されている。このモードではクレジットや経験値は得られず、戦闘結果は戦績に反映されない。車両の修理費は無料だが弾薬費、消耗品の費用は有料である。(ただし,Blitz版では全て無料)

### 拠点戦
クラン同士が単一tierの車両を用いて戦闘を行う。基本的に同じクランのプレイヤーでないとそのクランのチームに参加することはできないが、一定人数まで「傭兵」というクラン外のプレイヤーを参加させることができる制度が存在する。通話ソフトなどを用いて参加プレイヤーが連携するのでランダム戦とは全く違う試合展開になることが多い。アジアサーバーでは以下の2種類の試合形式が存在する。
前衛戦
tier6,8の二部門がありtier6は7人、tier8は10人がチームを組んで戦う。一試合の勝利判定はランダム戦の通常戦と同一である。クラン同士の勝敗はその一試合で決まり、基本的に同じクランと連続してマッチングする事はないようになっている。
進撃戦
tier10の一部門が存在し、15人がチームを組んで戦う。マッチングが特殊であり、各時00分までに戦闘準備が完了しているクラン同士でマッチングする。一試合の勝利判定はランダム戦の通常戦と同一である。進撃戦全体の勝敗は敵クランの要塞を占領するか、時間終了時にどちらの方が敵側に攻め込んでいたかで決定される。

### チームバトル
5人以上7人以下のプレイヤーでチームを組み、チーム単位で試合を行う。試合形式は10分間の通常戦のみであり、戦場は一部のマップだけに限定されている。選択可能な戦車はTier8までであり、Tierの合計は42が上限である。なお、Tier合計の上限値はチームのメンバーが1人欠けるごとに1減少するという試合形式だったが、v1.6.0をもって削除された。

### クランドバトル
Tier10の戦車のみで30人対30人の二つのチームに分かれて行う。マップは通常戦とは違うものとなり、広域の戦場が用意される。

## 戦車

### 種別
このゲームには大きく分けて以下の5種類の戦車が登場する。国籍はソ連、ドイツ、アメリカ、フランス、イギリス、中国、日本、チェコスロバキア、スウェーデン、ポーランド、イタリアの11ヵ国である。
軽戦車（Light tank）(LT)
軽戦車は、主に偵察に使用する戦車である。優秀な視界と軽快な機動性を持つ。また車体が小さいため隠れやすく、発見されにくい。しかし、装甲が薄いため防御力が低く、一部を除き小型の砲しか搭載できないため攻撃力も低い。
過去のバージョン（v9.17.1以前）ではTier4 以上の軽戦車は偵察が主な役割となり、一部の戦車を除いてほぼ自車両より Tier が上の戦車としかマッチングしなかったが、v9.18アップデートに伴い、ほかの車種と同様のマッチング形式になった。
例）BT-7、Ru 251、M24 Chaffee、AMX 13 75、など
中戦車（Medium tank）(MT)
中戦車は、軽戦車と重戦車の中間的性能を持つ万能型戦車である。強力な主砲と装甲を持つ重戦車に近い車両や、軽装で機動性の高い軽戦車に近い車両など様々な種類が存在する。火力・装甲・機動性のバランスの取れた戦車が多数を占める。戦場においては、機動力を活かし敵戦車の背後・側面に回ったり、あるいは味方重戦車を援護する等の状況に応じた立ち回りが求められ、中・上級者プレーヤー向き。
例）T-54、 Panther、M4A3E8 Sherman、AMX-30、など
重戦車（Heavy tank）(HT)
重戦車は、強力な主砲と強固な装甲を持つ戦車である。それと引き換えに機動性が低く、車体が大きいため遠方からでも発見されやすい。また視認距離が短めであり、一方的に射撃される危険性も少なからずある。チームの戦力の柱となる戦車である。
例）IS-3、Tiger I、AMX 50B、Conqueror、など
駆逐戦車（Tank Destroyer）(TD)
駆逐戦車は砲撃に特化した特殊な戦車であり、後方から前衛戦車の支援を行い、戦線突破や陣地防衛を行う。
基本的に火力・隠蔽/機動性重視の後方支援型、火力・防御重視の前線支援型といった傾向に分かれていることが多い。
優秀な火力を有する反面、全周旋回砲塔を持たなかったり、最高速度や旋回速度が遅かったり、耐久値が低かったりと極端な弱点を背負っている。M18Hellcatなどの高い視認範囲を持つものもいる。
例)Jagdtiger、ISU-152、M18 Hellcat、Strv 103B、など
自走砲（Self Propelled Gun, Artillery）(SPG)
自走砲は大口径榴弾砲を装備する支援車輛である。史実的には敵陣地へ砲弾を投射するのが主任務であり、正確には戦車ではない。
この車種のみ、シフトキーなどを押すことで上空からマップを眺める俯瞰視点に切り替わり、攻撃地点を指定して砲撃するとそこに砲弾が着弾する。砲弾は放物線を描いて飛んで行くため、遮蔽物を越えての超遠距離射撃が可能。
ただし、装甲・耐久値・機動性に乏しく、装填時間が非常に長いので接近戦は苦手であり、非常に打たれ弱い。
なおv0.9.18アップデートで特性が大きく変わり、着弾範囲内にいた車輛にデバフを与えるスタン効果が追加された。
またスマホ版のblitzではデータ容量の関係上、他のシリーズに比べてマップが狭いため、ゲームバランス確保の為に未実装である。
例)SU-14-1、Hummel、M44、Bishop、など

### 射撃方式
大きく分けて以下の４種類がある。
単発方式
通常砲。一発射撃すると一定の装填時間を経て再び射撃可能となる射撃方式で多くの戦車に適用されている。ほとんどの場合装填時間は火力が高いほど長くなる。

オートローダー方式
自動装填砲。瞬間的な火力に優れる。史実においてドラム式自動装填装置を搭載した戦車がこの機能を有している事が多い。
リボルバーのパーカッションのように何発かの弾を一度に装填し、短い間隔で射撃を行うものである。
戦車によって弾倉への装填数・装填時間・射撃間隔が異なり、長いものだと30～40秒、短いものだと10～20秒程となる。その長い装填が終わると一定間隔で射撃ができる。
Cキーを押す事で残弾の有無に関わらず、即座に弾倉の再装填が始まる。
しかし、弾倉を撃ち切ると大きな隙が生じるため、そこをどう対応するかの判断能力が問われる。

オートリローダー方式
イタリアツリーの高Tier中戦車、重戦車は特殊な「自動再装填｣方式となっている。
これは弾倉内に1発装填された状態から即座に射撃可能な方式であり、装填時間は残弾数が多くなるほど短縮されていく傾向がある。
オートローダーの欠点である長い装填時間の問題を克服できるが、残弾0の状態では装填速度が極めて遅くなるため火力が低い。通常砲とオートローダー砲の中間的な特性をうまく使い分けていく必要がある。

2連砲システム方式
ソ連ツリーの高Tier戦車とアメリカプレミアム重戦車TS54が持つ主砲であり、連装砲やダブルバレルとも呼ばれる。 オートリローダーと同じように、弾倉に複数の砲弾をストックすることができ、単発砲よりも短時間で連射が可能である。  更に同時に2発の砲弾を発射する「斉射」も行う事ができるが、斉射ではどちらかの砲に照準からのズレが生じる。例えば右の砲の照準器を使っている場合、右の砲は照準通りに射撃が行われるが左の砲は照準器から距離があるため弾道にズレが生じる。(なお、ブリッツでは多国籍戦車が用いている)

### 性能値
このゲームの戦車は、主砲の口径装甲厚、エンジン出力等といった現実の戦車と同じパラメータのほかに、ゲーム独自のパラメータとしてヒットポイントや視認範囲、装填速度などといったパラメータを有する。これら独自のパラメータによってゲームバランスを調整し、またこれらの「味付け」の違いによって同種の戦車間の差別化をも図っている。
避弾径始・装甲厚
このゲームの被弾時における計算には比較的詳細なモデルが用いられており、各部の装甲厚はもちろん、避弾径始についても考慮されていて、カタログ数値上は近い装甲厚の車両間でも、装甲の傾斜角の違いによって実際の砲弾に対する防御力に大きな差があったりもする。この装甲厚や傾斜角を考慮せず漫然と射撃した場合、容易に貫通できるはずの車両にすら跳弾を許してしまったりなどするため、良い戦果を上げることが難しくなる。また、自車両が跳弾した弾が味方に当たった場合もその味方にダメージが入るようになっている。なお本ゲームでは履帯、シュルツェンに空間装甲の効果が与えられている。
視認範囲・隠蔽率
このゲームにおいては、軽戦車の存在意義を生み出すため、また、史実における車高による視認性の違いなどを反映するため、視認範囲と隠蔽率というパラメータが用いられている。視認範囲は、そのまま「視認できる範囲」という意味に加えて「敵の見つけやすさ」を、隠蔽率は文字通り「見つかりにくさ」を表している。これらの数値は各車両固有のもので、軽戦車は基本的にこの両数値が高く、重戦車は基本的に両数値が低い。また、隠蔽率については、軽戦車を除き静止時と移動時にそれぞれ別の数値が割り振られており、静止時の隠蔽率の方が高くなっている。車高の低い駆逐戦車は基本的にこの静止時隠蔽率が高く、待ち伏せ戦術を行うのに適したものとなっている。また後述の拡張パーツの内の「迷彩ネット」を使う事でも隠蔽率を上げる事ができる。

### 装備
このゲームの戦車はごく一部を除き、主砲などを複数の選択肢から選ぶことができる。
その大半は、フランス技術ツリーのB1→B1 bisへの改造、ティーガーIIの「ポルシェ砲塔」から「ヘンシェル砲塔」への変遷などのように、初期型から改型への変遷をたどるものであり、改型のほうが性能が良いものが多数である。ただし、一部の戦車は、上記のパラメータ調整などの影響もあり、改型以外の装備が好まれているものもある。
また、史実では8,8 cm KwK 36 L/56を搭載していたティーガーIに、より長砲身の8,8 cm KwK 43 L/71を搭載できる等、史実では計画・試作のみで終わった装備なども搭載できるものもある。

### 技術ツリー
ソ連、ドイツ、アメリカ、フランス、イギリス、中国、日本、チェコスロバキア、スウェーデン、ポーランド、イタリアの国家ツリーが実装されている。
戦闘で獲得した経験値を使用することで、主砲、砲塔、無線機、エンジン、履帯の各装備や戦車を開発することができる。
装備によっては他の戦車と互換性もあり、ティーガーIで8,8 cm KwK 43 L/71を開発済みであればポルシェティーガーでは開発せずとも装備可能である等、その装備については開発の必要はない。経験値は各戦車で獲得した分しか使用できないが、戦闘で獲得した経験値の5%が全戦車で使用可能なフリー経験値となるため、これを貯めることで一度も使用していない戦車の開発を進めることも可能である。技術ツリー上のすべての装備や戦車の開発を終わらせると、その戦車はエリート化と呼ばれる状態になる。エリート化した戦車はGoldを使用することでその戦車で獲得した経験値をフリー経験値に変換することができるほか、戦車が獲得する経験値を搭乗員の育成に振り分けることで、搭乗員の育成を促進することもできる。戦車の開発に限り設計図を使うことが可能(モジュールは経験値、フリー経験値でのみ研究可能)。

### 迷彩
各戦車には、史実で利用された迷彩塗装や歴史的・非歴史的なペイントを行うこともできる。迷彩塗装を行うと外見上の変化だけではなくゲーム内計算においても有用な効果が発揮される(隠蔽率が上がるなど)。ただし、種類により有郊的なマップは異なる。
徽章や銘刻の変更も同様に行うことができる。ペイント・徽章・銘刻は単純に外見を変えるためのものであり、ゲーム内計算における迷彩効果はない。

### 搭乗員
このゲームで戦車を動かすには搭乗員が必要であり、おおよそ史実の車両と同様の人数分だけ必要である。搭乗員は国籍と役職があり、ソ連国籍の操縦手はイギリス戦車に乗せることはできず、ソ連戦車の装填手には配置できない。
ただし、同国戦車の同じ役職なら乗せ換えは可能であり、例えばM3リー中戦車の砲手をM18ヘルキャット駆逐戦車の砲手に就かせるといったこともできる。ただし、異なる車輛間では後述するプライマリスキルや取得経験値が大きく減少し、車種が異なる場合はさらにペナルティが大きくなってしまう。なお、v0.9.6からは、Goldを消費するものの役職変更も可能になった。
搭乗員はそれぞれ「プライマリスキル」と「セカンダリスキル」というものを持っており、プライマリスキルの熟練度が低い搭乗員がいる場合、その戦車の該当性能が数値よりも低い性能しか発揮できない。
セカンダリスキルはプライマリスキルの熟練度が100%に到達した後に修得できる、戦闘を有利に進めるための固有の技能である。
例を挙げると、車長のセカンダリスキル「第六感」は《自車輛が敵に発見された場合、3秒後に電球型の警告マークと警報音が発せられる。》といった便利な探知・危機回避能力を有する。
ゆえにセカンダリスキルは戦果に少なからず影響するものであるが、スキルの取得個数が多くなるほど必要経験値が跳ね上がる為、新戦車を購入した際は育成されている搭乗員を既存戦車から乗せ換えることもよく行われる。スキルの習得に搭乗員教本を使うことができる(教本は購入も可能)。
戦闘中、戦車の装甲が撃ち抜かれた場合、もしくは榴弾による爆風を受けた場合、被弾位置によって搭乗員が負傷する事がある。搭乗員が負傷した場合、担当する役職部分の能力が低下してしまう。車長なら視界系、砲手なら精度・照準系、操縦手なら加速力・旋回性、装填手なら装填速度がそれぞれ低下する。加えて戦車によって役職を兼任しているパターンがあり、車長や装填手が無線手を兼任している事はよくある。当然だが、兼任している役職者が負傷すれば2つ分の能力が低下してしまう。なお搭乗員全員が負傷してしまった場合、戦車の残HPの量を問わず撃破扱いとなる。搭乗員の種類は以下の通り。
- 車長 Commander
- 砲手 Gunner
- 操縦手 Driver
- 無線手 Radio Operator
- 装填手 Loader

### 拡張パーツ
各戦車の一部性能を強化できる装備アイテム。
各戦車は拡張パーツを3つまで搭載でき、その性能の一部を強化できる。例えば「迷彩ネット」を装備した場合、車両が完全静止(砲塔旋回を除く)してから数秒後に隠蔽性能が向上し、移動すると解除される。迷彩ネットを除いて拡張パーツは脱着可能な物が少なく、大半はGoldを用いて取り外しを行える。
また車両によって規格が異なることもあり、大口径用・中口径用・小口径用が存在する装填棒、小・中・大・特大が存在する内張り装甲などが典型例。共通規格のパーツなら取り外して別の車輛に取り付けることもできる、一部の拡張パーツを除きtierごとに価格が違う。

### 消耗品
試合中に使用できる使い切りのアイテム。拡張パーツとは異なり、使用すればその名の通り消耗する物が殆どを占めるが、砲弾と同様に在庫として管理され載せ替えにコストはかからない。
基本的には全車共通だが、乗せることのできる車両（国籍）が限られているものも。
試合中に発生した破損したモジュールの修理、負傷した搭乗員の回復・スタンからの回復、火災の消火、搭乗員能力やエンジン出力を向上させる等のアイテムがある。これらはプレイヤーの任意のタイミングで、あるいは試合開始時から終了時まで自動的に使用される。
乗せているだけで効果があったり、自動で使用されるものもある一方、あるアイテムは一試合中何度でも使用可能である。なお、何度も使用できるアイテムは購入にのみコストがかかり、使用しても追加のコストは発生しない。

### プレミアム戦車
いわゆる課金戦車で、Goldの使用やギフトショップでの購入、ミッションの達成、一定期間にログインしたユーザーへの配布などによって入手できる、通常の技術ツリーには存在しない戦車である。このプレミアム戦車は装備が基本的には1つしかなく変更することができない（BlitzのIS-6のように例外もある）が、戦闘で獲得できる経験値やクレジットにボーナスが入るという特徴がある。また、通常であれば搭乗員を再訓練せずに他の戦車に乗せ換えると発生するプライマリースキルのペナルティも同じ車種間であれば発生せず、違う車種間でも通常より抑えられる。当初はこれらのボーナスの代償として通常の技術ツリーの同Tireの車両より能力の劣る車両として常時販売する形をとっていたが、現在は非常に強力な戦車を不定期かつ期間限定で販売するという手法をとっている。
アップデートにより、フリー経験値でのみ購入可能な車両も登場している。

### 撃破関連
本作での戦車はHP制となっている。攻撃を受けた場合、HPが減少して0になると車輌が撃破となる。弾薬庫のモジュールが大破＝誘爆した場合、残HPの量を問わず一撃でHPが0となって撃破される。なお、初期の頃ではHPバーが真っ黒になり、HPがゼロになった瞬間、爆発と同時に白い半調の天使をモチーフにしたキャラマーカーが昇天する如く画面を上昇する表現があったが現在はない。
車両が水没状態で撃破された場合は炎上しない。また、弾薬庫引火で撃破された場合砲塔が吹き飛ぶ。撃破された車両にはそれまでと同じ当たり判定が存在するため、撃破された車両に勢いがついている場合、ぶつかった車両にダメージが入る。
以前は透明な壁が随所に存在し、基本的には段差から落下できない仕様であったが、アップデートにより現在では落下することができるため、それによるダメージも追加されている。
『ガールズ&パンツァー』MODを導入すると、関連する全車輌は撃破=乗員全員脱出扱いとされ、車体は全てのハッチが解放状態となり、作中の設定に従い、特定の位置から、戦車道協会指定の白旗が揚がる仕様に変更される。

## World of Tanks Blitz
World of Tanksのモバイル版。通称WoTB。iOS/Android/Windows 10/Mac/Nintendo Switchでのプレイが可能である。本稿では、World of TanksとWorld of Tanks Blitzを区別するためにWorld of Tanksを『本家』と呼称する。運営は、ベラルーシに本社を置くWar Gamings(通称WG)である。

### ゲームモード
7対7チーム戦であり、ランダム戦では優勢戦と遭遇戦のみ存在する。マップによって自動的に決定され、双方のチームのメンバーはなるべく均衡した戦力になるよう考慮された上で、サーバー側によって自動的に振り分けられる。

### ランダム戦
遭遇戦
中立の陣地が一つ存在する試合形式。中立の陣地を占領するか敵戦車を殲滅する事が目標。
優勢戦
3/4つの中立陣地があり中立陣地を占領し1000ポイントに到達するか敵戦車を殲滅する事が目標。
Tier5以上の車輌でないと参加不可。

### 戦車
技術ツリーは本家とは異なり、ソ連、ドイツ、アメリカ、イギリス、日本、中国、パンユーロ(フィンランド、ポーランド、スウェーデン、イタリア、チェコスロバキア)、多国籍がある。多国籍は基本的にコラボ車輌やオリジナルの架空車輌が多いが全ての車輌がプレミアム車輌やコレクター車輌なのでツリーは存在しない。更に本家とは実装されている車両や一部車両の性能が若干異なっている。またマップの狭さから自走砲は登場しない。

### 搭乗員
本家と違い搭乗員は予め配置されている。車両を購入の際、搭乗員の熟練度を50％(無料)、 75%(クレジット)、 100％(ゴールド)から選択することができる。搭乗員スキルはそれぞれの軽戦車、中戦車、重戦車、駆逐戦車と車種毎に4つのグループに分かれており、各スキルは7つのレベルに分けられている。
アップデートにより搭乗員の熟練度は戦車購入時から100%になった。

### 拡張パーツ
各戦車の一部性能を強化できる装備アイテム。各戦車は拡張パーツを9つ搭載でき、その性能の一部を強化できる。

### 常備品・消耗品
本家と違い、食糧といった常備品と修理キットといった消耗品は別枠である。
常備品
基本的に食糧(大、小)、燃料(普通、改良型)、保護キットである。
また、車輌によってギアオイル(普通、改良型)、サンドバッグ装甲(普通、改良型)、改良型火薬などが載せられる。
消耗品
基本的にレストアキット、修理キット、医療キット、自動消火器、エンジンブースト二種、アドレナリン(単発砲のみ)である。
また、常備品と同じく車輌によって特殊なものが使え、タングステン砲弾、照準調整、反応装甲などがある。

### 特殊メカニズム
いくつかの車輌は特殊な能力を持っている。
隠蔽率キーパー全ての軽戦車が持っている能力。移動中は隠蔽率が低下しない。
交戦用スタビライザーVZ-55やT95E6、VK90.01(P)などが持っている能力。ある速度までだと移動中に砲拡散が広がらない。
追跡弾Object 907やT-100LT、Rheinmetall panzerwagenなどが持っている能力。弾を当てた敵のスポット時間を延長する。
クイック発見解除レオパルド1やWZ-132-1が持っている能力。スポット時間を短縮し、スポットされた瞬間に相手を認知する。
これらの他にも多くの特殊メカニズムがある。

### Reforged
エンジンをUnreal Engine 5に移行するアップデートのこと。
本来は4月頃移行の予定だったが、車輌の開発方法がツリー制度から「セット」という制度に変更することや、コマンダーの追加などに対するプレイヤーからの意見などにより延期が決定された。

## 歴史
- 2008年
  - 12月29日または30日 - 開発者はこのゲームのコンセプトを着想したとしている[21]。
- 2009年
  - 4月24日 - 正式にWargaming.netスタジオよりゲームが発表された。開発者はゲームの予算はCISのゲーム業界で過去最大だったと主張している。ただし証拠や根拠となる情報は存在しない。
  - 9月 - ロシア語版のアルファテストが始まった。SU-85駆逐戦車、BT-7軽戦車、T-34中戦車、Pz IV中戦車、Hummel自走砲、Tiger重戦車の6種類の戦車と1つのマップのみが用意された。
- 2010年
  - 1月30日 - クローズドβテストが始まり数十台の戦車と3つのマップが完成した。3ヶ月間のテストが行われ、ベータテスター数は4万人近くに増え、40万の戦車による戦いが行われた。
  - 6月24日 - ロシア語版のオープンベータテストが開始、60種類以上のロシアとドイツの戦車と7つのマップが使用可能だった。
  - 7月8日 - 英語版のクローズドベータテストが開始。
  - 8月12日 - ロシア語版が正式にリリースされた[1]。しかし、技術的な問題の為、ゲームサーバーのオープンは8月13日となった。Wargaming.net公式のプレスリリースによると、この時点でのWorld of Tanksのユーザ数はロシアサーバにて50万人（実際の利用者は35万人）を記録。西ロシアのサーバでは20万人（実際の利用者は15万人）を記録。合わせてユーザ数70万人に達した。ピーク時の同時接続ユーザー数は、アメリカサーバーで43,000人、ロシアサーバーで1万人を超えた。活動的なプレイヤーの1日平均プレイ時間は3時間20分だった。2010年9月以来、1,000万以上の戦闘が行われた。
- 2011年
  - 1月5日 - 同時接続数が74,536を記録[22]。Wargaming.netによると、これは1つのMMOゲームでの単一サーバ同時接続数の世界記録だった。
  - 1月6日 - World of Tanksはロシアのクローズドベータを開始以来1年もかからず、登録アカウント数が世界中（ヨーロッパ、ロシア、米国）で100万を記録した[22]。
  - 1月23日 - 正式にギネス・ワールド・レコーズに登録された。この際の記録は同時接続者数91,311人である[15]。
  - 1月18日 - World of Tanks公式サイトでの発表によると、ロシアサーバで10万人登録を突破した。
  - 1月27日 - 英語版のオープンベータが開始。正式リリースは2011年4月12日に予定されていた。正式リリースを控え、アメリカとヨーロッパのユーザー向けに特別なセールが実施された。
  - 4月12日 - ヨーロッパと北米でリリースされた。
  - 5月24日 - 3つの全てのサーバーでの合計登録者数が300万人に到達した。ロシアサーバー200万人、ヨーロッパと北米で100万人。
  - 11月18日 - バージョン0.7.0の公開テストを開始。 ノルウェーのフィヨルドや東欧の沼地をモチーフにした2つの新しいマップがリリースされた。また戦車の新しいテクスチャも導入された。
- 2012年
  - 1月16日 - 中国のプレミアム戦車「Type59」がゲーム内ストアから削除された。理由は「ゲーム内でのType59の使用率が非常に高く、戦車の多様性を大きく減少させたため」とされた。ただしType59はゲーム自体からの削除はされず、既に購入済みのプレイヤーは使用できた。その際、「一定期間を置き再び利用できるようになる」と告知された。
  - 2月2日 - Type59が中国のサーバー上で再び利用できるようになった。
  - 5月14日 - 中国の利用者のために、Wargaming.netはデジタルエンタテインメントサービスのリーディングプロバイダーであるKongZhongコーポレーション（NASDAQ：KONG）と戦略的パートナーシップを形成する一連の協定を締結したと発表した。
  - 9月27日 - World of Tanks 0.8.0にアップデート。新しい戦車や新たな物理グラフィックスエンジンを導入。アップデートプログラムの容量は1.2GBを超えた。
  - 11月1日 - World of Tanks 0.8.1にアップデート。イギリスの装甲車両のラインに新たな戦車の追加、一部マップのリニューアル、3種のプレミアム戦車の導入、ソ連の追加塗装の視認性と内容を修正、各国追加塗装を遠距離からでも確認できるように修正、などアップデートが行われた。
- 2013年
  - 3月12日 - 同年1月21日のロシアサーバーにおける同時接続者数が190,541人に達し、2年前に達成したギネス記録を更新したと発表した[15]。
  - 9月5日 - 日本国内での本格的なサービス展開を開始。アジアサーバーのサイトが日本語に正式対応。以降はアジアサーバーサイトが日本でのポータルサイトとなる。
  - 9月13日 -  『ガールズ&パンツァー』とのコラボレーションの一環として、WoTの入門書としてルールやシステムを劇中戦車道に準えた漫画『はじめての戦車道』が公開開始。
- 2014年
  - 1月31日 - Xbox 360用ソフト『World of Tanks: Xbox 360 Edition』を配信開始。日本での発売元は日本マイクロソフト。
  - 3月28日 - 『ガールズ&パンツァー』主人公、西住みほの新規録り下ろし音声MODの配布を開始した。[23]
  - 4月7日 - アップデートバージョン9.0が配信。しかし、クライアントクラッシュ等の大規模バグが頻発した。これを受けて、9日後の26日に緊急修正パッチを含むマイクロアップデートバージョン9.0.1が配信された。
  - 5月19日 - コラボレーション第二弾"秋山優花里"（装填手）の新規録り下ろし音声MODを提供開始[24]。
  - 6月11日 - コラボレーション第三弾"武部沙織"（通信手）の新規録り下ろし音声MODを提供開始[25]。
  - 6月20日 - コラボレーション第四弾"五十鈴華"（砲手）の新規録り下ろし音声MODを提供開始[26]。
  - 7月11日 - コラボレーション第五弾"冷泉麻子"（操縦手）の新規録り下ろし音声MODを提供開始[27]。
    - この時点で同作の主役部隊である「あんこうチーム」全員の音声が使用可能となった。ただし全員の声の同時使用は全てのシステム音声が変更されるために仕様上不可能である。

  - 7月17日 - コラボレーションMOOK本『戦車に夢中です！』（四六倍判/128頁）発売。小学館 ISBN 9784091020635
  - 8月7日 - コラボレーション番外編”ノンナ”（プラウダ高校副隊長）の新規録り下ろし音声MODを提供開始[28]。
  - 8月15日 - 『はじめての戦車道』の単行本発行。同日から17日にかけて開催されたコミックマーケット86に合わせて、国際展示場駅周辺にて3日間で13,500部が無料配布された[29]。
- 2015年
  - 3月2日 - 東京ゲームショウ会場限定配布だった『ガールズ＆パンツァー TGSスペシャルパック』を新たに『ガールズ&パンツァー インストーラ付きスペシャルパック9.6』 として配布開始。
    - 劇中設定に従った戦車外見や判定機能、車内担当要員のあんこうチーム音声設定、自車輌ガレージの大洗学園艦への変更など、これまで複雑だった操作をインストーラを付属して簡略化したもの。デフォルトではほとんどの機能を一括でGuP対応化する。なお先行配布の各ボイスパックとは排他使用となる。

  - 4月21日 - 『はじめての戦車道 〜 WoT for beginners 〜』スピンオフとして主人公を一年生チームにした、スマートフォンアプリ「WoT Blitz」の入門漫画『はじめての戦車道 Blitz』 が公開開始。
  - 7月28日 - Xbox One版配信開始。360版とのクロスプラットフォーム対応。パッケージ版は存在せずダウンロード配信のみとなる。
  - 9月3日 - 日本戦車技術ツリーに「重戦車」ラインナップが登場。2013年以降これまでアナウンス済みであるにもかかわらず実装が遅れていた八九式中戦車がType 89 I-Go/Chi-Roとしてようやく正式実装された。
  - 9月16日 - それまでMac向けにはフォーラムでサポート対象外となしながらWineBottlerを用いて起動するようにセットアップする手順を紹介するに止まっていたが、Windows用クライアントを予めWineでラップした「Codeweavers Mac Wrapper World of Tanks」が公式サイトで配布を開始。これにより通常のMac用ソフトと同じようにイメージファイルを開きappファイルをアプリケーションフォルダにコピーするだけでプレイできるようになった。
  - 11月19日 - 初のチェコスロバキア戦車Škoda T 40が実装。
  - 12月17日 - チェコスロバキアツリー正式実装。
- 2016年
  - 1月20日 - PlayStation 4版のサービスを開始。同日よりアニメ ガールズ & パンツァーとのコラボにて期間限定ミッションの達成でTier5車両GuP（Girls und Panzer）が手に入る。
  - 2月23日 - Blitzにて限定プレミアム車両IS‐3 Defenderがミッションクリアの先着60000名に配布されるイベントが開始。同年3月8日までの期間限定。
  - 10月 - 初のスウェーデン戦車Strv m/42-57 Alt A.2が実装。
  - 12月16日 - スウェーデンツリー正式実装。
- 2017年
  - 5月3日 - v0.9.18アップデートにより自走砲の仕様が大幅に変更された。火力・貫通力が減少し、代わりにスタン効果が追加された。
  - 同日 - 同アップデートにてTier9・10軽戦車が実装された為、Tier4以上の軽戦車にあった偵察枠マッチング(最大で3つ上のTierとマッチングする)が廃止となり、マッチング範囲に合わせた各種調整がされた。
  - 8月11日 - v0.9.19.1アップデートにより初のポーランド戦車Pudelが実装。ただし、ポーランドツリーの本実装はおよそ1年後となった。
  - 9月5日 - v0.9.20アップデートによってTier10戦車限定のグランドバトル( 30 VS 30 の広域マップモード)が実装された。
- 2018年
  - 2月13日 - 最後の未HD化戦車であるAMX 40がHD化され、ここまで実装された全車輛がHD化された。
  - 4月 - World of Tanks 1.0実装。既存マップが全てHD化(一部のマップは削除)され、各マップごとに固有のBGMが追加された。
  - 4月中旬 - マラソンイベントで初のイタリア戦車Progetto M35 mod 46が実装。
  - 5月3日 - イタリアツリー正式実装。
  - 9月4日 - ポーランドツリー正式実装。

## 戦争の影響
ロシアは2022年2月24日に国境を越えウクライナへ侵攻した。この事態を受け元開発者であるVitaliy T.はWargamingに、同作品のゲーム内メッセージなどを通して、ロシアのプレイヤーたちにウクライナの状況を伝え、戦争支持を思いとどまらせるよう要請した。